# Laephotis wintoni
Laephotis wintoni је врста слепог миша из породице вечерњака (лат. Vespertilionidae).

## Распрострањење
Ареал врсте је ограничен на мањи број држава у Африци.
Врста има станиште у Етиопији, Јужноафричкој Републици, Лесоту и Танзанији. Присуство у Кенији је непотврђено.

## Станиште
Станишта врсте су саване и травна вегетација.

## Угроженост
Ова врста није угрожена, и наведена је као последња брига јер има широко распрострањење.